# Swindon Town FC
Swindon Town FC är en engelsk professionell fotbollsklubb i Swindon, grundad 1879. Hemmamatcherna spelas på The Energy Check County Ground. Smeknamnet är The Robins. Klubben spelar sedan säsongen 2021/2022 i League Two.

## Historia

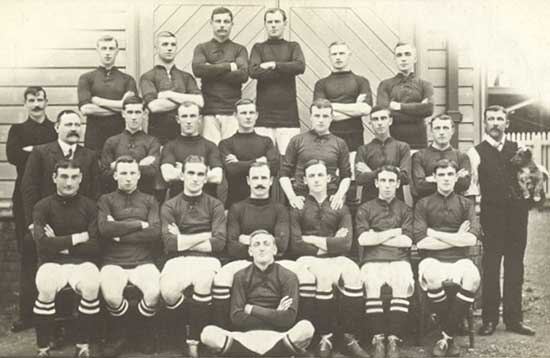
Swindon Towns spelartrupp säsongen 1909/10.

Klubben grundades 1879 under namnet Swindon AFC men bytte snart namn till Spartans FC. 1883 bytte man namn igen till det nuvarande namnet. Klubben blev professionell 1894 och gick samma år med i den nystartade Southern Football League.
Swindon gick till semifinal i FA-cupen säsongen 1909/10. Året efter vann man Southern Football League och fick därför spela Charity Shield-matchen mot mästarna i The Football League Manchester United. Matchen blev den mest målrika i tävlingens historia – 8–4 till Manchester United. Ytterligare ett år senare gick man på nytt till semifinal i FA-cupen för andra gången på tre år.

Klubbens ligaplaceringar från och med 1920.

Klubben gick med i The Football League 1920 i den då nystartade Third Division. Först 1963 lyckades man avancera till Second Division, men man åkte ur igen två år senare.
1968/69 skapade Swindon sensation genom att mycket överraskande vinna Ligacupen efter seger över Arsenal i finalen med 3–1. Det anses som en av de största överraskningarna i Ligacupens historia och är klubbens största framgång hittills. Segern skulle egentligen ha gett klubben en plats i den europeiska Mässcupen, men där fick inte Ligacupvinnare från Third Division spela. I stället skapades två kortlivade turneringar mellan engelska och italienska klubbar. Den första var Anglo-italienska ligacupen, där Swindon 1969 slog de italienska cupmästarna Roma med 5–2 totalt i ett dubbelmöte hemma/borta. Året efter vann Swindon även den första upplagan av Anglo-italienska cupen, där man slog Napoli i finalen med 3–0 (matchen avbröts på grund av läktarbråk).
Därefter följde en lång period med motgångar för klubben, vilka kulminerade med nedflyttning till Fourth Division 1982. Fyra år senare klättrade man upp ur källaren igen när man vann divisionen efter att ha samlat ihop 102 poäng, ett rekord för The Football League. Swindon gick omedelbart upp igen efter att ha vunnit playoff till Second Division. 1990 vann man playoff till First Division, men eftersom man hade brutit mot ligaregler när det gällde spelarersättningar flyttades man ned till Third Division i stället, ett straff som senare mildrades till att man fick vara kvar i Second Division.

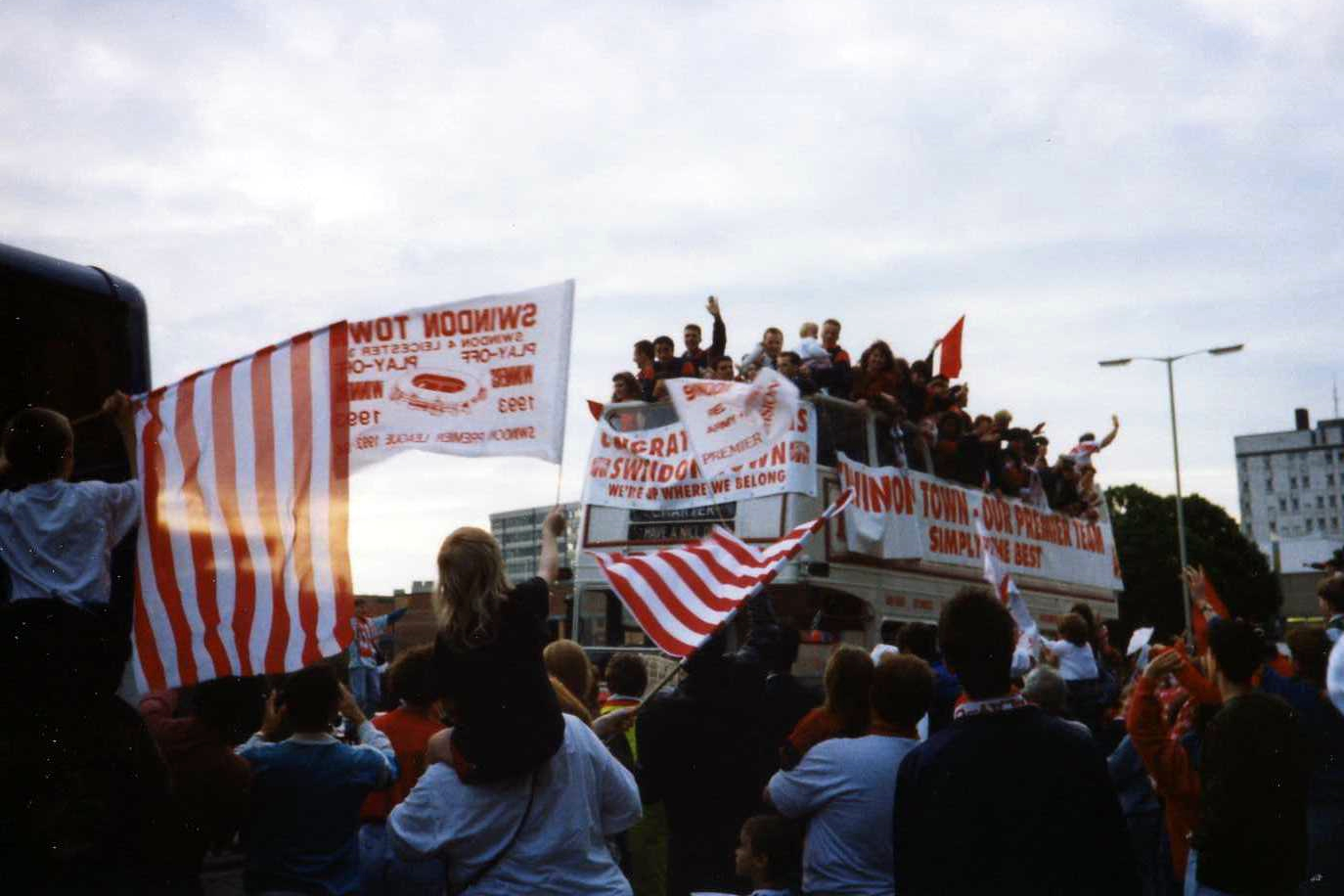
Segerparad genom Swindon efter avancemanget till FA Premier League 1993.

1993 lyckades Swindon dock gå upp i högsta divisionen FA Premier League efter seger i playoff. Väl där kom man sist efter att bara ha vunnit fem matcher av 42 och släppt in 100 mål. Den senare "bedriften" är ett rekord för Premier League. Året efter blev man nedflyttade igen till Second Division, som man dock vann direkt och gick upp till First Division. 1999/00 åkte man ned till Second Division igen.
Swindon hade under de följande åren stora ekonomiska problem och åkte ned i fjärdedivisionen, som då bytt namn till League Two, 2006. Man blev därigenom den första klubben som spelat i Premier League att åka ned till fjärdedivisionen. Man lyckades dock gå upp till League One direkt. 2011 åkte man ned till League Two igen, men med nya tränaren Paolo Di Canio, som här fick sitt första tränaruppdrag, vann man League Two första säsongen. Under säsongen vann man bland annat tio raka matcher, ett nytt klubbrekord. 2017 åkte Swindon ned till League Two. Efter tre säsonger i League Two vann Swindon ligan säsongen 2019/20. Ligan avbröts efter 36 omgångar på grund av pandemin Covid19. Eoin Doyle (STFC), kallad Ginger Pelé av fansen, vann skytteligan i League Two 2019/20 överlägset med 25 gjorda mål.

## Meriter

### Liga
- Premier League eller motsvarande (nivå 1): 22:a 1993/94 (högsta ligaplacering)
- The Championship eller motsvarande (nivå 2): Playoffvinnare 1989/90, 1992/93
- League One eller motsvarande (nivå 3): Mästare 1995/96; Tvåa och uppflyttade 1962/63, 1968/69; Playoffvinnare 1986/87
- League Two eller motsvarande (nivå 4): Mästare 1985/86, 2011/12, 2019/20; Trea och uppflyttade 2006/07
- Southern Football League: Mästare 1910/11, 1913/14; Tvåa 1908/09, 1909/10, 1912/13
- Western Football League: Mästare 1898/99

### Cup

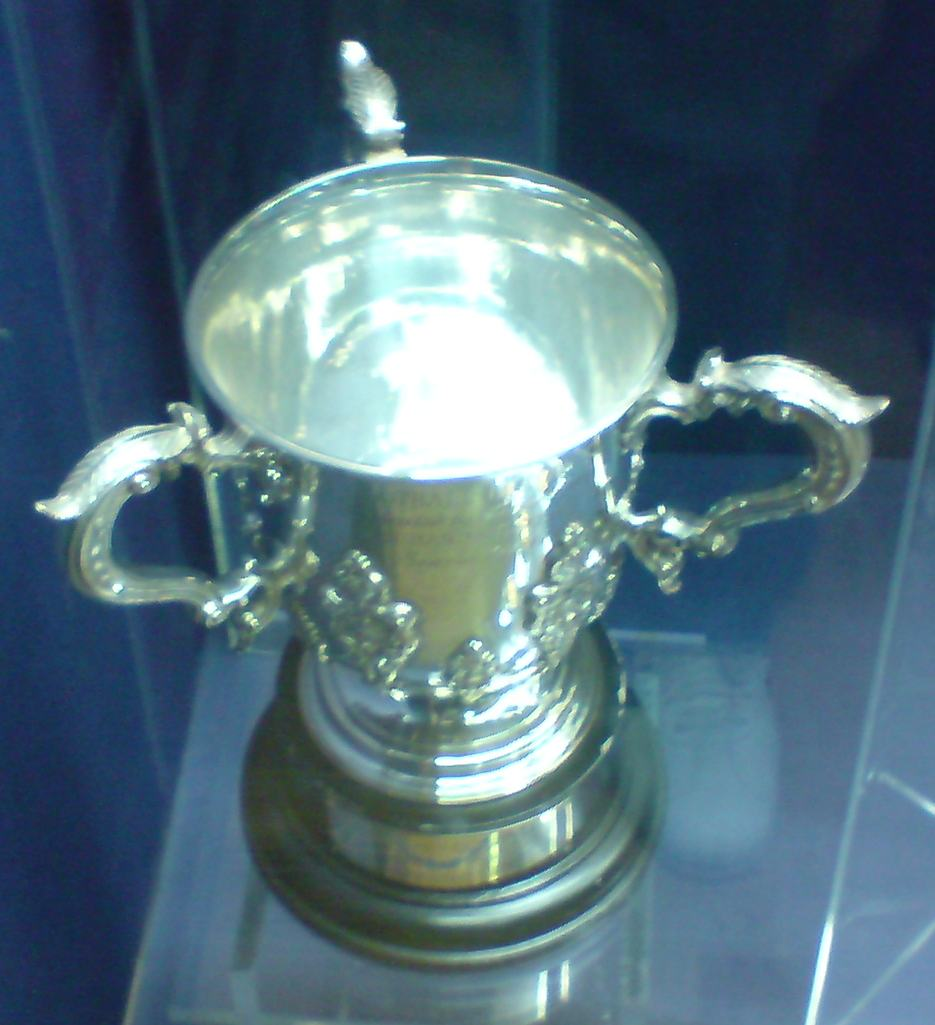
Swindon Town vann Ligacupen 1968/69.

- FA-cupen: Semifinal 1909/10, 1911/12
- Ligacupen: Mästare 1968/69
- EFL Trophy: Final 2011/12
- FA Charity Shield: Tvåa 1911
- Football League Third Division South Cup: Final 1935/36
- Anglo-italienska cupen: Mästare 1970
- Anglo-italienska ligacupen: Mästare 1969
- Wiltshire Senior Cup: Mästare 1886/87, 1887/88, 1888/89, 1889/90, 1890/91, 1891/92, 1892/93, 1896/97, 1903/04, 1919/20
- Dubonnet Cup: Mästare 1910